# Sydney International
Sydney International, oficiálně Sydney Tennis Classic, je společný tenisový turnaj mužů a žen konaný v australském Sydney. Představuje součást mužského okruhu ATP Tour a ženského okruhu WTA Tour. 
Mužská polovina se od roku 2009 řadí do kategorie ATP Tour 250 a ženská část je od sezóny 2022 součástí kategorie  WTA 500, která nahradila zaniklou WTA Premier 700. Turnaj se koná během lednové australské letní sezóny jako závěrečná příprava na úvodní grandslam Australian Open. Do mužské dvouhry nastupuje dvacet osm hráčů a v ženském singlu startuje třicet tenistek.
V sezóně 2020 řídící organizace ATP a WTA nahradily turnaj i s Brisbane International obnovenou událostí Adelaide International. Důvodem se stala nově založená mužská týmová soutěž ATP Cup probíhající také v Sydney. V roce 2022 pak došlo k obnovení události pod názvem Sydney Tennis Classic.

## Historie
Otevřené mistrovství Nového Jižního Walesu se konalo poprvé v roce 1885. Událost představuje po Wimbledonu, US Open a Canada Masters čtvrtý nejstarší tenisový turnaj na světě. Pravidelně se hraje od roku 1935. Vznikl z popudu britské koloniální správy, jejímž záměrem bylo v každé kolonii sledovat nejlepší sportovce, včetně tenistů. Po založení Davisova poháru byl turnaj testem pro výběr hráčů do australského daviscupového týmu, respektive v prvních letech do australasijského družstva.
V letech 1922–1999 turnaj probíhal v sydneyském areálu White City. Od sezóny 2000 se přemístil do nového komplexu Sydney International Tennis Centre, ležícího v Homebushi, na západním předměstí metropole Nového Jižního Walesu. Areál byl zbudován pro tenisový turnaj Letních olympijských her 2000. Skládá se z patnácti otevřených dvorců a centrálního kurtu. Do sezóny 2007 se odehrával na povrchu Rebound Ace. Při výměně podkladu na Australian Open v roce 2008 změnily povrch také přípravné turnaje na úvodní grandslam sezóny v rámci Australian Open Series. V areálu byl do roku 2020 položen Plexicushion, kdy celá série změnila povrch na GreenSet.
Hlavním sponzorem se mezi sezónami 2012–2017 stala společnost Apia. Předtím roli generálního partnera plnila firma Medibank. V minulosti rurnaj probíhal pod názvy Championship of New South Wales a New South Wales Open. 

## Přehled finále

### Mužská dvouhra
| Rok  | vítěz                 | finalista           | výsledek                |
| 2022 | Aslan Karacev         | Andy Murray         | 6–3, 6–3                |
| 2021 | turnaj se nekonal     | turnaj se nekonal   | turnaj se nekonal       |
| 2020 | turnaj se nekonal     | turnaj se nekonal   | turnaj se nekonal       |
| 2019 | Alex de Minaur        | Andreas Seppi       | 7–5, 7–6(7–5)           |
| 2018 | Daniil Medveděv       | Alex de Minaur      | 1–6, 6–4, 7–5           |
| 2017 | Gilles Müller         | Daniel Evans        | 7–6(7–5), 6–2           |
| 2016 | Viktor Troicki        | Grigor Dimitrov     | 2–6, 6–1, 7–6(9–7)      |
| 2015 | Viktor Troicki        | Michail Kukuškin    | 6–2, 6–3                |
| 2014 | Juan Martín del Potro | Bernard Tomic       | 6–3, 6–1                |
| 2013 | Bernard Tomic         | Kevin Anderson      | 6–3, 6–7(2–7), 6–3      |
| 2012 | Jarkko Nieminen       | Julien Benneteau    | 6–2, 7–5                |
| 2011 | Gilles Simon          | Viktor Troicki      | 7–5, 7–6(7–4)           |
| 2010 | Marcos Baghdatis      | Richard Gasquet     | 6–4, 7–6(7–2)           |
| 2009 | David Nalbandian      | Jarkko Nieminen     | 6–3, 6–7(9–11), 6–2     |
| 2008 | Dmitrij Tursunov      | Chris Guccione      | 7–6(7–3), 7–6(7–4)      |
| 2007 | James Blake           | Carlos Moyà         | 6–3, 5–7, 6–1           |
| 2006 | James Blake           | Igor Andrejev       | 6–2, 3–6, 7–6(7–3)      |
| 2005 | Lleyton Hewitt        | Ivo Minář           | 7–5, 6–0                |
| 2004 | Lleyton Hewitt        | Carlos Moyà         | 4–3skreč                |
| 2003 | Hyung-Taik Lee        | Juan Carlos Ferrero | 4–6, 7–6(8–6), 7–6(7–4) |
| 2002 | Roger Federer         | Juan Ignacio Chela  | 6–3, 6–3                |
| 2001 | Lleyton Hewitt        | Magnus Norman       | 6–4, 6–1                |
| 2000 | Lleyton Hewitt        | Jason Stoltenberg   | 6–4, 6–0                |
| 1999 | Todd Martin           | Àlex Corretja       | 6–3, 7–6(7–5)           |
| 1998 | Karol Kučera          | Tim Henman          | 7–5, 6–4                |
| 1997 | Tim Henman            | Carlos Moyà         | 6–3, 6–1                |
| 1996 | Todd Martin           | Goran Ivanišević    | 5–7, 6–3, 6–4           |
| 1995 | Patrick McEnroe       | Richard Fromberg    | 6–2, 7–6(7–4)           |
| 1994 | Pete Sampras          | Ivan Lendl          | 7–6(7–5), 6–4           |
| 1993 | Pete Sampras          | Thomas Muster       | 7–6(9–7), 6–1           |
| 1992 | Emilio Sánchez        | Guy Forget          | 6–3, 6–4                |
| 1991 | Guy Forget            | Michael Stich       | 6–3, 6–4                |
| 1990 | Yannick Noah          | Carl-Uwe Steeb      | 5–7, 6–3, 6–4           |
| 1989 | Aaron Krickstein      | Andrej Čerkasov     | 6–4, 6–2                |
| 1988 | John Fitzgerald       | Andrej Čerkasov     | 6–3, 6–4                |
| 1987 | Miloslav Mečíř        | Peter Doohan        | 6–2, 6–4                |
| 1986 | turnaj se nekonal     | turnaj se nekonal   | turnaj se nekonal       |
| 1985 | Henri Leconte         | Kelly Evernden      | 6–7, 6–2, 6–3           |
| 1984 | John Fitzgerald       | Sammy Giammalva Jr. | 6–3, 6–3                |
| 1983 | Joakim Nyström        | Mike Bauer          | 2–6, 6–3, 6–1           |
| 1982 | John Alexander        | John Fitzgerald     | 4–6, 7–6, 6–4           |
| 1981 | Tim Wilkison          | Chris Lewis         | 6–4, 7–6, 6–3           |
| 1980 | Fritz Buehning        | Brian Teacher       | 6–3, 6–7, 7–6           |

### Ženská dvouhra (od roku 1980)
| Rok  | vítězka                 | finalistka              | výsledek            |
| 2022 | Paula Badosová          | Barbora Krejčíková      | 6–3, 4–6, 7–6(7–4)  |
| 2021 | turnaj se nekonal       | turnaj se nekonal       | turnaj se nekonal   |
| 2020 | turnaj se nekonal       | turnaj se nekonal       | turnaj se nekonal   |
| 2019 | Petra Kvitová           | Ashleigh Bartyová       | 1–6, 7–5, 7–6(7–3)  |
| 2018 | Angelique Kerberová     | Ashleigh Bartyová       | 6–4, 6–4            |
| 2017 | Johanna Kontaová        | Agnieszka Radwańská     | 6–4, 6–2            |
| 2016 | Světlana Kuzněcovová    | Mónica Puigová          | 6–0, 6–2            |
| 2015 | Petra Kvitová           | Karolína Plíšková       | 7–6(7–5), 7–6(8–6)  |
| 2014 | Cvetana Pironkovová     | Angelique Kerberová     | 6–4, 6–4            |
| 2013 | Agnieszka Radwańská     | Dominika Cibulková      | 6–0, 6–0            |
| 2012 | Viktoria Azarenková     | Li Na                   | 6–2, 1–6, 6–3       |
| 2011 | Li Na                   | Kim Clijstersová        | 7–6(7–3), 6–3       |
| 2010 | Jelena Dementěvová      | Serena Williamsová      | 6–3, 6–2            |
| 2009 | Jelena Dementěvová      | Dinara Safinová         | 6–3, 2–6, 6–1       |
| 2008 | Justine Heninová        | Světlana Kuzněcovová    | 4–6, 6–2, 6–4       |
| 2007 | Kim Clijstersová        | Jelena Jankovićová      | 4–6, 7–6(7–1), 6–4  |
| 2006 | Justine Heninová        | Francesca Schiavoneová  | 4–6, 7–5, 7–5       |
| 2005 | Alicia Moliková         | Samantha Stosurová      | 6–7(5–7), 6–4, 7–5  |
| 2004 | Justine Heninová        | Amélie Mauresmová       | 6–4, 6–4            |
| 2003 | Kim Clijstersová        | Lindsay Davenportová    | 6–4, 6–3            |
| 2002 | Martina Hingisová       | Meghann Shaughnessyová  | 6–2, 6–3            |
| 2001 | Martina Hingisová       | Lindsay Davenportová    | 6–3, 4–6, 7–5       |
| 2000 | Amélie Mauresmová       | Lindsay Davenportová    | 7–6(7–2), 6–4       |
| 1999 | Lindsay Davenportová    | Martina Hingisová       | 6–4, 6–3            |
| 1998 | Arantxa Sánchez Vicario | Venus Williamsová       | 6–1, 6–3            |
| 1997 | Martina Hingisová       | Jennifer Capriatiová    | 6–1, 5–7, 6–1       |
| 1996 | Monika Selešová         | Lindsay Davenportová    | 4–6, 7–6(9–7), 6–3  |
| 1995 | Gabriela Sabatini       | Lindsay Davenportová    | 6–3, 6–4            |
| 1994 | Kimiko Dateová          | Mary Joe Fernandezová   | 6–4, 6–2            |
| 1993 | Jennifer Capriatiová    | Anke Huberová           | 6–1, 6–4            |
| 1992 | Gabriela Sabatini       | Arantxa Sánchez Vicario | 6–1, 6–1            |
| 1991 | Jana Novotná            | Arantxa Sánchez Vicario | 6–4, 6–2            |
| 1990 | Nataša Zverevová        | Barbara Paulusová       | 4–6, 6–1, 6–3       |
| 1989 | Martina Navrátilová     | Catarina Lindqvistová   | 6–2, 6–4            |
| 1988 | Pam Shriverová          | Helena Suková           | 6–2, 6–3            |
| 1987 | Zina Garrisonová        | Pam Shriverová          | 6–2, 6–4            |
| 1986 | turnaj se nekonal       | turnaj se nekonal       | turnaj se nekonal   |
| 1985 | Martina Navrátilová     | Hana Mandlíková         | 3–6, 6–1, 6–2       |
| 1984 | Martina Navrátilová     | Ann Henrickssonová      | 6–1, 6–1            |
| 1983 | Jo Durieová             | Kathy Jordanová         | 6–3, 7–5            |
| 1982 | Martina Navrátilová     | Evonne Goolagongová     | 6–0, 3–6, 6–1       |
| 1981 | Chris Evertová          | Martina Navrátilová     | 6–4, 2–6, 6–1       |
| 1980 | Wendy Turnbullová       | Pam Shriverová          | 3–6, 6–4, 7–6(10–8) |

### Mužská čtyřhra
| Rok  | vítězové                           | finalisté                         | výsledek                |
| 2022 | John Peers Filip Polášek           | Simone Bolelli Fabio Fognini      | 7–5, 7–5                |
| 2021 | turnaj se nekonal                  | turnaj se nekonal                 | turnaj se nekonal       |
| 2020 | turnaj se nekonal                  | turnaj se nekonal                 | turnaj se nekonal       |
| 2019 | Jamie Murray (2) Bruno Soares (2)  | Juan Sebastián Cabal Robert Farah | 6–4, 6–3                |
| 2018 | Łukasz Kubot Marcelo Melo          | Jan-Lennard Struff Viktor Troicki | 6–3, 6–4                |
| 2017 | Wesley Koolhof Matwé Middelkoop    | Jamie Murray Bruno Soares         | 6–3, 7–5                |
| 2016 | Jamie Murray Bruno Soares          | Rohan Bopanna Florin Mergea       | 6–3, 7–6(8–6)           |
| 2015 | Rohan Bopanna Daniel Nestor        | Jean-Julien Rojer Horia Tecău     | 6–4, 7–6(7–5)           |
| 2014 | Daniel Nestor Nenad Zimonjić       | Rohan Bopanna Ajsám Kúreší        | 7–6(7–3), 7–6(7–3)      |
| 2013 | Bob Bryan Mike Bryan               | Max Mirnyj Horia Tecău,           | 6–4, 6–4                |
| 2012 | Bob Bryan Mike Bryan               | Matthew Ebden Jarkko Nieminen     | 6–1, 6–4                |
| 2011 | Lukáš Dlouhý Paul Hanley           | Bob Bryan Mike Bryan              | 6–7(6–8), 6–3, [10–5]   |
| 2010 | Daniel Nestor Nenad Zimonjić       | Ross Hutchins Jordan Kerr         | 6–3, 7–6(7–5)           |
| 2009 | Bob Bryan Mike Bryan               | Daniel Nestor Nenad Zimonjić      | 6–1, 7–6(7–3)           |
| 2008 | Richard Gasquet Jo-Wilfried Tsonga | Bob Bryan Mike Bryan              | 4–6, 6–4, [11–9]        |
| 2007 | Paul Hanley Kevin Ullyett          | Mark Knowles Daniel Nestor        | 6–4, 6–7(3–7), [10–6]   |
| 2006 | Fabrice Santoro Nenad Zimonjić     | František Čermák Leoš Friedl      | 6–1, 6–4                |
| 2005 | Maheš Bhúpatí Todd Woodbridge      | Arnaud Clément Michaël Llodra     | 6–3, 6–3                |
| 2004 | Jonas Björkman Todd Woodbridge     | Bob Bryan Mike Bryan              | 7–6(7–3), 7–5           |
| 2003 | Paul Hanley Nathan Healey          | Maheš Bhúpatí Joshua Eagle        | 7–6(7–3), 6–4           |
| 2002 | Donald Johnson Jared Palmer        | Joshua Eagle Sandon Stolle        | 6–4, 6–4                |
| 2001 | Daniel Nestor Sandon Stolle        | Jonas Björkman Todd Woodbridge    | 2–6, 7–6(7–4), 7–6(7–5) |
| 2000 | Todd Woodbridge Mark Woodforde     | Lleyton Hewitt Sandon Stolle      | 7–5, 6–4                |
| 1999 | Sébastien Lareau Daniel Nestor     | Patrick Galbraith Paul Haarhuis   | 6–3, 6–4                |
| 1998 | Todd Woodbridge Mark Woodforde     | Jacco Eltingh Daniel Nestor       | 6–3, 7–5                |
| 1997 | Luis Lobo Javier Sánchez           | Paul Haarhuis Jan Siemerink       | 6–4, 6–7, 6–3           |
| 1996 | Ellis Ferreira Jan Siemerink       | Patrick McEnroe Sandon Stolle     | 5–7, 6–4, 6–1           |
| 1995 | Todd Woodbridge Mark Woodforde     | Trevor Kronemann David Macpherson | 7–6, 6–4                |
| 1994 | Darren Cahill Sandon Stolle        | Mark Kratzmann Laurie Warder      | 6–1, 7–6                |
| 1993 | Jason Stoltenberg Sandon Stolle    | Luke Jensen Murphy Jensen         | 6–3, 6–4                |
| 1992 | Sergio Casal Emilio Sánchez        | Scott Davis Kelly Jones           | 3–6, 6–1, 6–4           |
| 1991 | Scott Davis David Pate             | Darren Cahill Mark Kratzmann      | 3–6, 6–3, 6–2           |
| 1990 | Pat Cash Mark Kratzmann            | Pieter Aldrich Danie Visser       | 6–4, 7–5                |
| 1989 | Darren Cahill Wally Masur          | Pieter Aldrich Danie Visser       | 6–4, 6–3                |
| 1988 | Darren Cahill Mark Kratzmann       | Joey Rive Bud Schultz             | 7–6, 6–4                |
| 1987 | Brad Drewett Mark Edmondson        | Peter Doohan Laurie Warder        | 6–4, 4–6, 6–2           |
| 1986 | turnaj se nekonal                  | turnaj se nekonal                 | turnaj se nekonal       |
| 1985 | David Dowlen Nduka Odizor          | Broderick Dyke Wally Masur        | 6–4, 7–6                |
| 1984 | Paul Annacone Christo van Rensburg | Tom Gullikson Scott McCain        | 7–6, 7–5                |
| 1983 | Mike Bauer Pat Cash                | Broderick Dyke Rod Frawley        | 7–6, 6–4                |
| 1982 | John Alexander John Fitzgerald     | Cliff Letcher Craig Miller        | 6–4, 7–6                |
| 1981 | Paul McNammee Peter McNamara       | Hank Pfister John Sadri           | 6–7, 7–6, 7–6           |
| 1980 | Paul McNammee Peter McNamara       | Vitas Gerulaitis Brian Gottfried  | 6–2, 6–4                |

### Ženská čtyřhra
| Rok  | Vítězky                                    | Finalistky                                  | Výsledek                |
| 2022 | Anna Danilinová Beatriz Haddad Maiová      | Vivian Heisenová Panna Udvardyová           | 4–6, 7–5, [10–8]        |
| 2021 | turnaj se nekonal                          | turnaj se nekonal                           | turnaj se nekonal       |
| 2020 | turnaj se nekonal                          | turnaj se nekonal                           | turnaj se nekonal       |
| 2019 | Aleksandra Krunićová Kateřina Siniaková    | Eri Hozumiová Alicja Rosolská               | 6–1, 7–6(7–3)           |
| 2018 | Gabriela Dabrowská Sü I-fan                | Latisha Chan Andrea Sestini Hlaváčková      | 6–3, 6–1                |
| 2017 | Tímea Babosová Anastasija Pavljučenkovová  | Sania Mirzaová Barbora Strýcová             | 6–4, 6–4                |
| 2016 | Martina Hingisová Sania Mirzaová           | Kristina Mladenovicová Caroline Garciaová   | 1–6, 7–5, [10–5]        |
| 2015 | Bethanie Mattek-Sandsová Sania Mirzaová    | Raquel Kops-Jonesová Abigail Spearsová      | 6–3, 6–3                |
| 2014 | Tímea Babosová Lucie Šafářová              | Sara Erraniová Roberta Vinciová             | 7–5, 3–6, [10–8]        |
| 2013 | Naděžda Petrovová Katarina Srebotniková    | Sara Erraniová Roberta Vinciová             | 6–3, 6–4                |
| 2012 | Květa Peschkeová Katarina Srebotniková     | Liezel Huberová Lisa Raymondová             | 6–1, 4–6, [13–11]       |
| 2011 | Iveta Melzerová B. Záhlavová Strýcová      | Květa Peschkeová Katarina Srebotniková      | 4–6, 6–4, [10–7]        |
| 2010 | Cara Blacková Liezel Huberová              | Tathiana Garbinová Naděžda Petrovová        | 6–1, 3–6, [10–3]        |
| 2009 | Sie Šu-wej Pcheng Šuaj                     | Nathalie Dechyová Casey Dellacquová         | 6–0, 6–1                |
| 2008 | Jen C’ Čeng Ťie                            | Tatiana Perebijnisová Taťána Pučeková       | 6–4, 7–6(7–5)           |
| 2007 | Anna-Lena Grönefeldová Meg Shaughnessy     | Marion Bartoliová Meilen Tuová              | 6–3, 3–6, 7–6(7–2)      |
| 2006 | Corina Morariuová Rennae Stubbsová         | Virginia Ruanová Pascualová Paola Suárezová | 6–3, 5–7, 6–2           |
| 2005 | Bryanne Stewartová Samantha Stosurová      | Jelena Dementěvová Ai Sugijamová            | bez boje                |
| 2004 | Cara Blacková Rennae Stubbsová             | Dinara Safinová Meghann Shaughnessyová      | 7–5, 3–6, 6–4           |
| 2003 | Kim Clijstersová Ai Sugijamová             | Conchita Martínezová Rennae Stubbsová       | 6–3, 6–3                |
| 2002 | Lisa Raymondová Rennae Stubbsová           | Martina Hingisová Anna Kurnikovová          | bez boje                |
| 2001 | Anna Kurnikovová Barbara Schettová         | Lisa Raymondová Rennae Stubbsová            | 6–2, 7–5                |
| 2000 | Julie Halardová-Decugisová Ai Sugijamová   | Martina Hingisová Mary Pierceová            | 6–0, 6–3                |
| 1999 | Jelena Lichovcevová Ai Sugijamová          | Mary Joe Fernandezová Anke Huberová         | 6–3, 2–6, 6–0           |
| 1998 | Martina Hingisová Helena Suková            | Katrina Adamsová Meredith McGrathová        | 6–1, 6–2                |
| 1997 | Gigi Fernándezová Arantxa Sánchez Vicario  | Lindsay Davenportová Nataša Zverevová       | 6–0, 7–6(7–5)           |
| 1996 | Lindsay Davenportová Mary Joe Fernandezová | Lori McNeilová Helena Suková                | 6–3, 6–3                |
| 1995 | Lindsay Davenportová Jana Novotná          | Patty Fendicková Mary Joe Fernandezová      | 7–5, 2–6, 6–4           |
| 1994 | Patty Fendicková Meredith McGrathová       | Jana Novotná Arantxa Sánchez Vicario        | 6–2, 6–3                |
| 1993 | Pam Shriverová Elizabeth Smylieová         | Lori McNeilová Rennae Stubbsová             | 7–6(7–4), 6–2           |
| 1992 | Arantxa Sánchez Vicario Helena Suková      | Mary Joe Fernandezová Zina Garrisonová      | 7–6(7–4), 6–7(4–7), 6–2 |
| 1991 | Arantxa Sánchez Vicario Helena Suková      | Gigi Fernándezová Jana Novotná              | 6–1, 6–4                |
| 1990 | Jana Novotná Helena Suková                 | Larisa Neilandová Nataša Zverevová          | 6–3, 7–5                |
| 1989 | Martina Navrátilová Pam Shriverová         | Elizabeth Smylieová Wendy Turnbullová       | 6–3, 6–3                |
| 1988 | A. Henrickssonová Ch. Jolissaintová        | Claudia Kohdeová-Kilschová Helena Suková    | 7–6(7–5), 4–6, 6–3      |
| 1987 | Betsy Nagelsenová Elizabeth Smylieová      | Jenny Byrneová Janine Thompsonová           | 6–7(5–7), 7–5, 6–1      |
| 1986 | turnaj se nekonal                          | turnaj se nekonal                           | turnaj se nekonal       |
| 1985 | Hana Mandlíková Wendy Turnbullová          | Rosalyn Fairbanková Candy Reynoldsová       | 3–6, 7–6(7–5), 6–4      |
| 1984 | Claudia Kohde-Kilsch Helena Suková         | Wendy Turnbullová Sharon Walshová           | 6–2, 7–6(7–4)           |
| 1983 | Anne Hobbsová Wendy Turnbullová            | Hana Mandlíková Helena Suková               | 6–4, 6–3                |
| 1982 | Martina Navrátilová Pam Shriverová         | Claudia Kohdeová-Kilschová Eva Pfaffová     | 6–2, 2–6, 7–6           |
| 1981 | Martina Navrátilová Pam Shriverová         | Kathy Jordanová Anne Smithová               | 6–7, 6–2, 6–4           |
| 1980 | Pam Shriverová Betty Stöveová              | Rosie Casalsová Wendy Turnbullová           | 6–1, 4–6, 6–4           |

## Vítězové dvouhry před rokem 1980
| Rok          | Mužská dvouhra    | Ženská dvouhra             |
| 1979         | Phil Dent         | Hana Mandlíková            |
| 1978         | Tim Wilkison      | Dianne Fromholtzová        |
| 1977         | Roscoe Tanner     | Evonne Goolagongová        |
| 1976         | Tony Roche        | Kerry Reidová              |
| 1975         | Ross Case         | Evonne Goolagongová        |
| 1974prosinec | Tony Roche        | Evonne Goolagongová        |
| 1974leden    | Geoff Masters     | Karen Krantzckeová         |
| 1973         | Malcolm Anderson  | Margaret Courtová          |
| 1972         | Alex Metreveli    | Evonne Goolagongová        |
| 1971         | Phil Dent         | Margaret Courtová          |
| 1970         | Arthur Ashe       | Margaret Courtová          |
| 1969         | Tony Roche        | Margaret Courtová          |
| 1968         | turnaj se nekonal | turnaj se nekonal          |
| 1967         | Tony Roche        | Judy Tegartová             |
| 1966         | Fred Stolle       | Lesley Turnerová Bowreyová |
| 1965         | John Newcombe     | Margaret Courtová          |
| 1964         | Fred Stolle       | Margaret Courtová          |
| 1963         | Dennis Ralston    | Margaret Courtová          |
| 1962         | Neale Fraser      | Margaret Courtová          |
| 1961         | Rod Laver         | Margaret Courtová          |
| 1960         | Neale Fraser      | J. Lehanneová              |
| 1959         | Neale Fraser      | J. Lehanneová              |
| 1958         | Ashley Cooper     | Renee Schuurmanová         |
| 1957         | Ashley Cooper     | Lorraine Coghlanová        |
| 1956         | Ken Rosewall      | Althea Gibsonová           |
| 1955         | Lew Hoad          | Mary Hawtonová             |
| 1954         | Rex Hartwig       | Beryl Penroseová           |
| 1953         | Lew Hoad          | Thelma Longová             |
| 1952         | Frank Sedgman     | Maureen Connollyová        |
| 1951         | Vic Seixas        | Thelma Longová             |
| 1950         | Art Larsen        | Nancye Boltonová           |
| 1949         | John Bromwich     | J. Finchová                |
| 1948         | John Bromwich     | Darlene Hardová            |
| 1947         | Adrian Quist      | Nancye Boltonová           |
| 1946         | John Bromwich     | Nancye Boltonová           |
| 1945         | Dinny Pails       | Nancye Boltonová           |
| 1944         | turnaj se nekonal | turnaj se nekonal          |
| 1943         | turnaj se nekonal | turnaj se nekonal          |
| 1942         | turnaj se nekonal | turnaj se nekonal          |
| 1941         | turnaj se nekonal | turnaj se nekonal          |
| 1940         | John Bromwich     | Thelma Coyneová            |
| 1939         | John Bromwich     | Nancye Wynneová            |
| 1938         | John Bromwich     | Thelma Coyneová            |
| 1937         | John Bromwich     | Nancye Wynneová            |
| 1936         | Jack Crawford     | Nancye Wynneová            |
| 1935         | Adrian Quist      | Thelma Coyneová            |

## Galerie

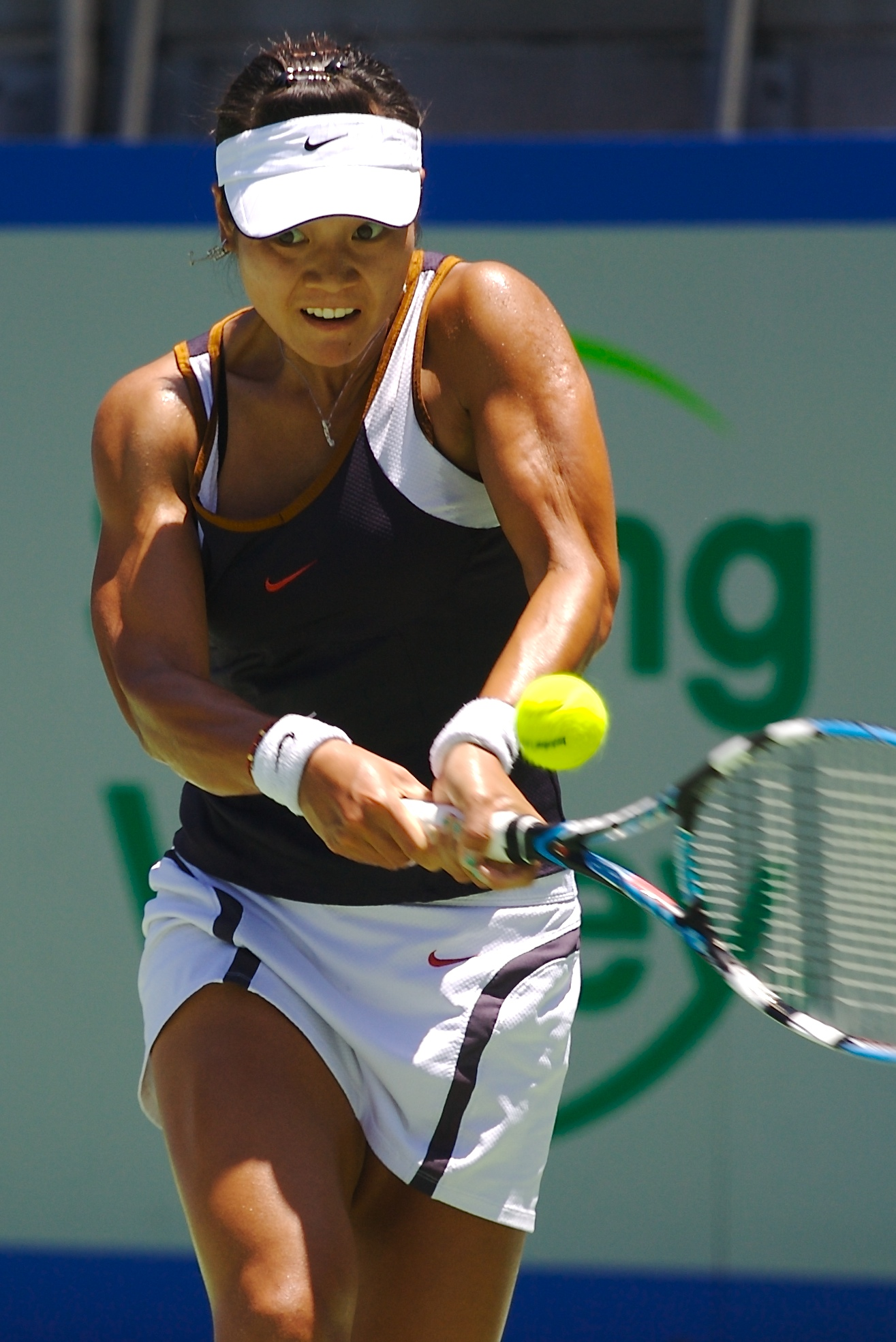
Li Na, 2007
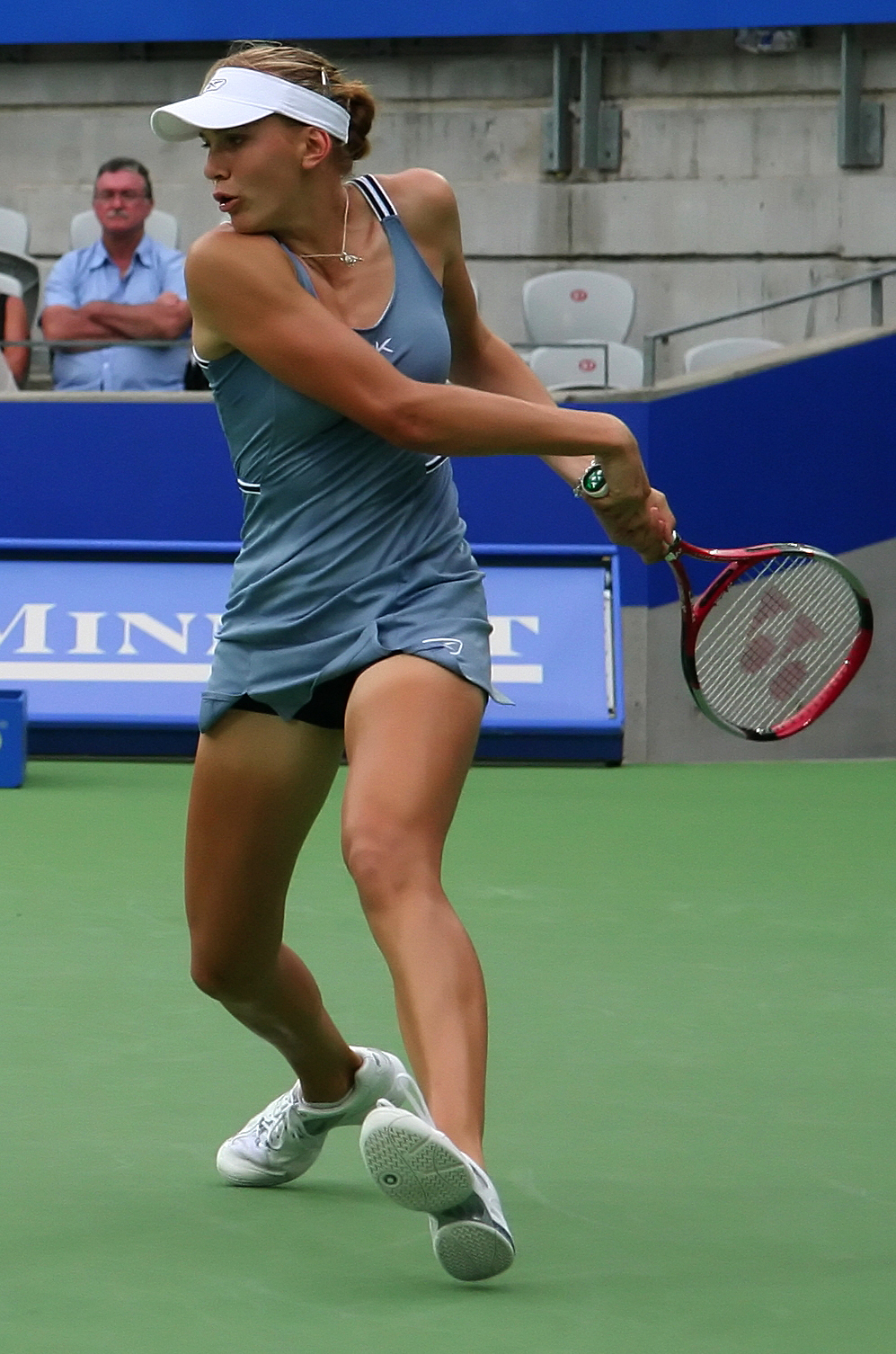
Nicole Vaidišová, 2006
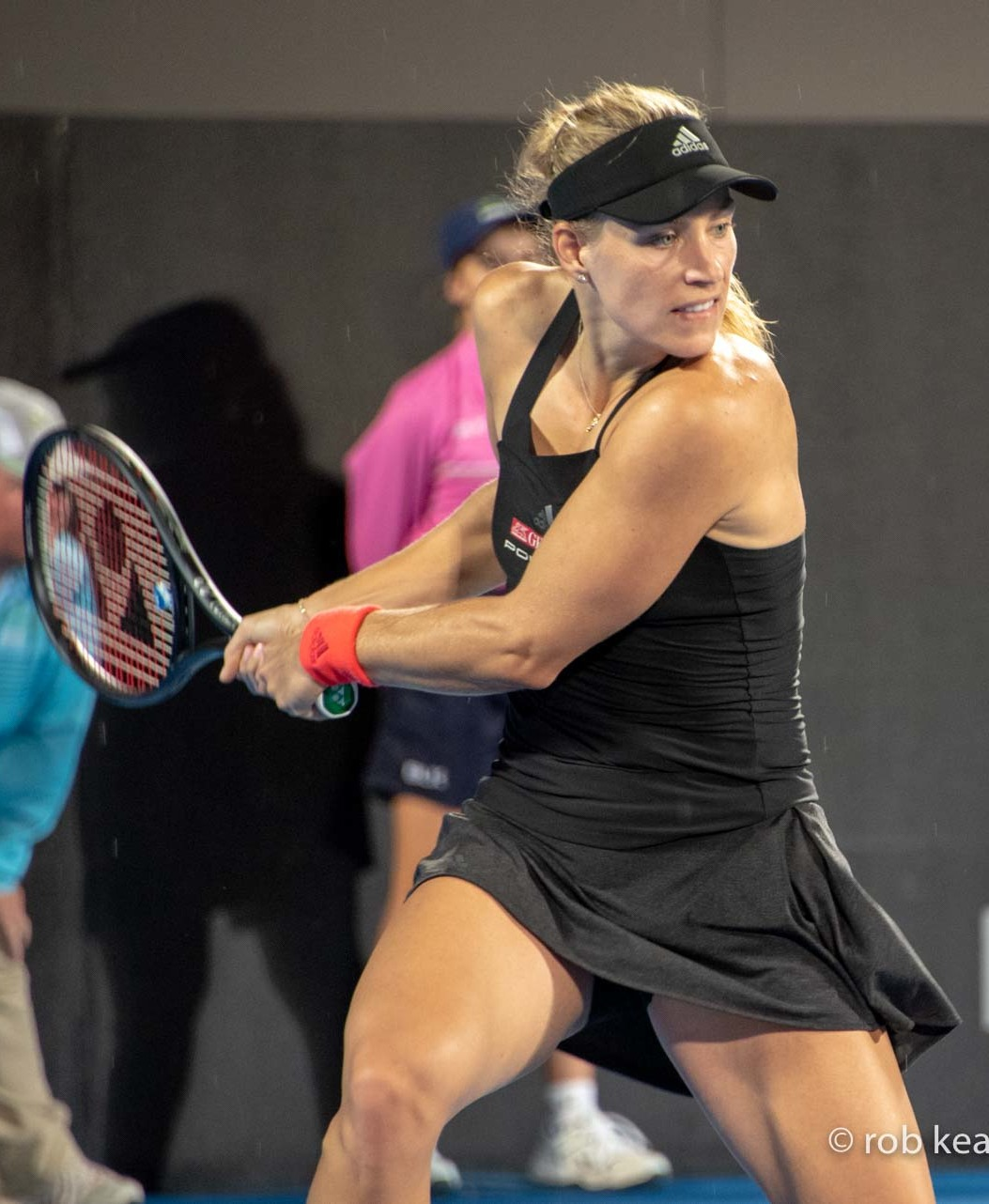
Angelique Kerberová, 2019
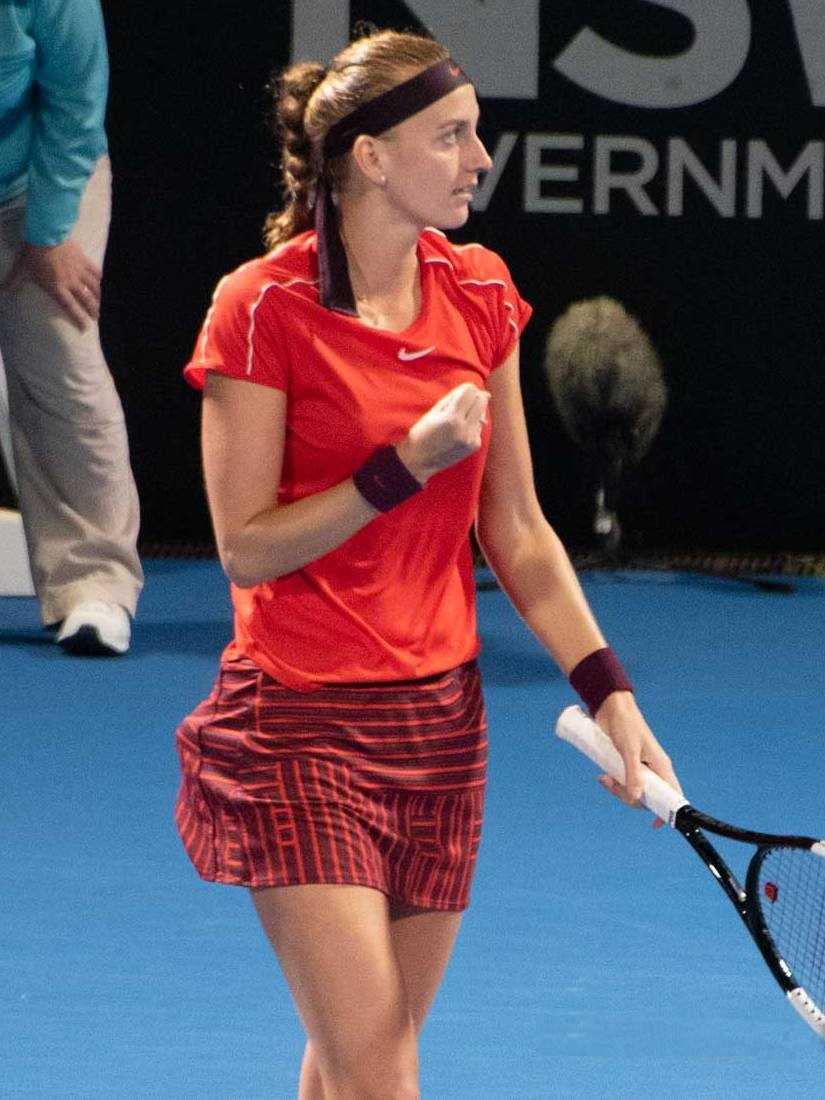
Petra Kvitová, 2019
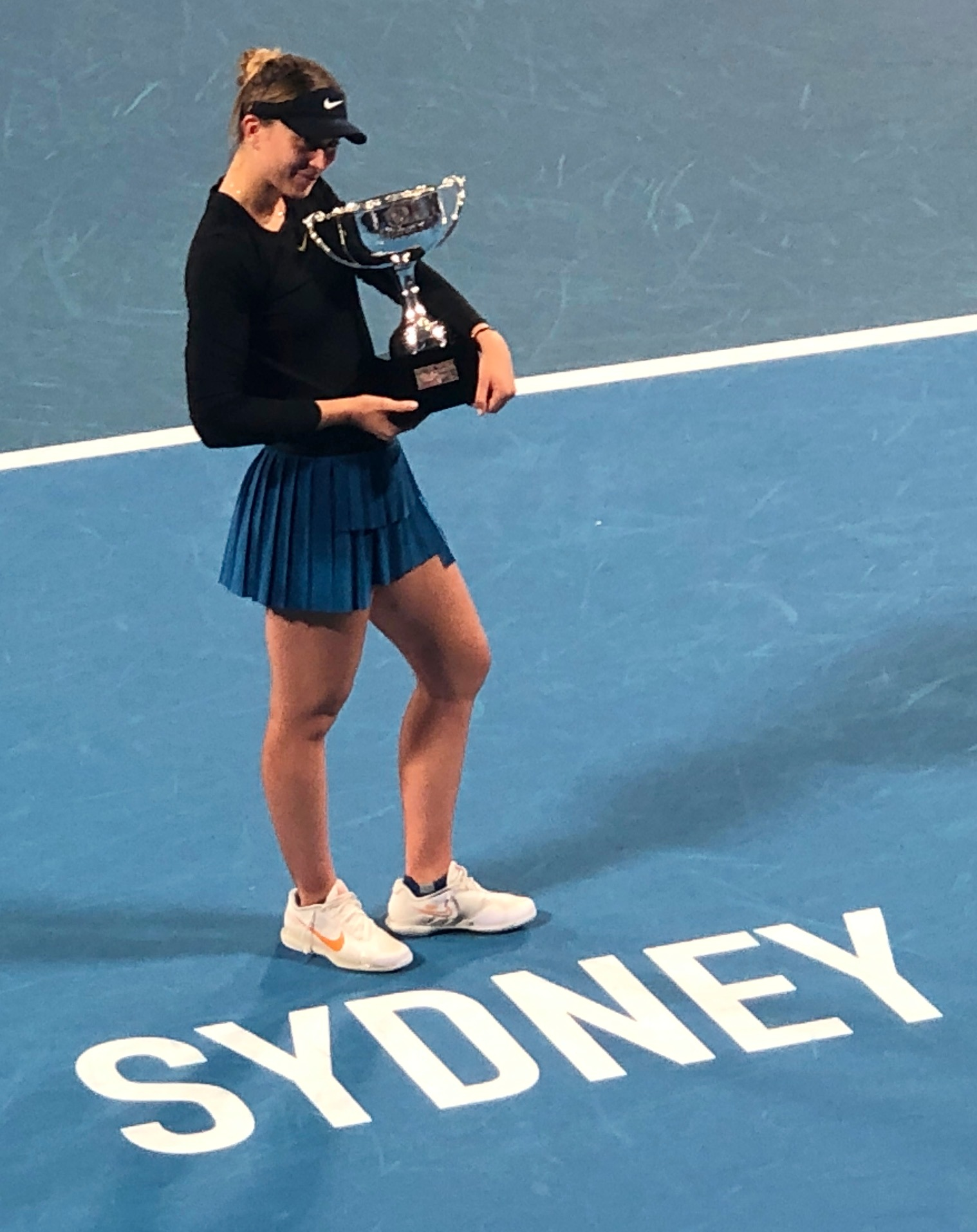
Paula Badosová, 2022
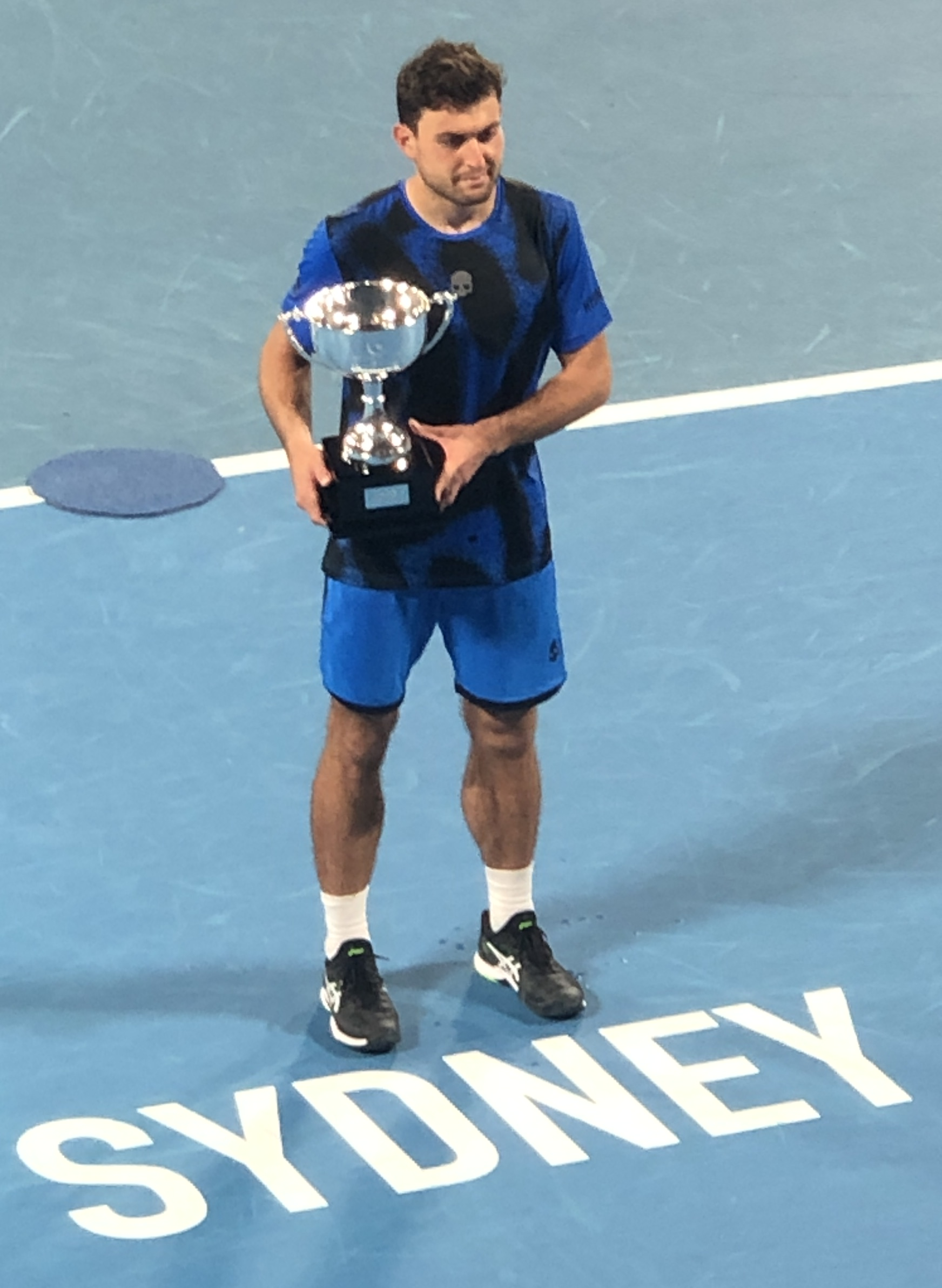
Aslan Karacev, 2022